# Achyranthes ovata
Achyranthes ovata är en amarantväxtart som beskrevs av Christian Gottfried Ehrenberg och Georg August Schweinfurth. Achyranthes ovata ingår i släktet Achyranthes och familjen amarantväxter. Inga underarter finns listade i Catalogue of Life.